# Cynan ab Owain
Cynan ab Owain († 1174) war ein walisischer Herrscher eines Teilfürstentums von Gwynedd.
Er war ein unehelicher Sohn von Owain Gwynedd, über seine Mutter ist nichts bekannt. Er nahm 1145 zusammen mit seinem Bruder Hywel ab Owain an einem Angriff auf Cardigan teil, bei dem die Stadt geplündert, Cardigan Castle, die Burg des anglonormannischen Lords Robert FitzStephen jedoch nicht erobert werden konnte. Zwei Jahre später vertrieben die beiden Brüder ihren Onkel Cadwaladr ap Gruffydd aus Meirionnydd, als sie aus verschiedenen Richtungen das Land eroberten. Cynan war nun Herr von Ardudwy im Nordwesten von Wales, wurde jedoch 1150 von seinem Vater inhaftiert. 
1157 legte er zusammen mit seinem Bruder Dafydd einen Hinterhalt am Coleshill in den Wäldern von Hawarden, bei dem ein Teil der Armee von König Heinrich II. während ihres Feldzugs gegen Gwynedd schwere Verluste erlitt. 1159 gehörte er zu den walisischen Fürsten, die gemeinsam mit fünf anglonormannischen Earls versuchten Rhys ap Gruffydd von Deheubarth zu stürzen. Nach dem Tod seines Vaters zerfiel Gwynedd in Erbfolgekriege zwischen seinen Söhnen, Cynan konnte sich in Eifionydd, Ardudwy und Meirionnydd behaupten. 
Nach seinem Tod 1174 übernahm sein älterer Sohn Gruffydd ap Cynan die Herrschaft in Meirionnydd und Ardudwy, sein jüngerer Sohn Maredudd ap Cynan erbte Eifionydd. Gemeinsam mit Owain Gwynedds Enkel Llywelyn ab Iorwerth schlugen sie 1194 ihren Onkel Dafydd ab Owain, der 1197 in Llywelyns Gefangenschaft geriet. 1195 übernahmen Maredudd und Gruffydd nach dem Tod ihres Onkels Rhodri ab Owain dessen Ländereien westlich des Conwy. Gruffydd ap Cynan starb 1200, seine Gebiete fielen an Llywelyn. 1201 annektierte Llywelyn Eifionydd und die Lleyn-Halbinsel und wurde so zum alleinigen Herrscher von Gwynedd.